# Kuta Buloh II
Kuta Buloh II is een bestuurslaag in het regentschap Aceh Selatan van de provincie Atjeh, Indonesië. Kuta Buloh II telt 811 inwoners (volkstelling 2010).